# Rio Gregório (vattendrag i Brasilien, Goiás)
Rio Gregório är ett vattendrag i Brasilien.   Det ligger i delstaten Goiás, i den centrala delen av landet, 300 km nordväst om huvudstaden Brasília.
Omgivningarna runt Rio Gregório är huvudsakligen savann. Runt Rio Gregório är det mycket glesbefolkat, med 4 invånare per kvadratkilometer.